# Riddle Gawne
Riddle Gawne é um filme mudo norte-americano de 1918, do gênero faroeste, dirigido por William S. Hart, Lambert Hillyer e estrelado por Lon Chaney. Considerado perdido durante décadas, um dos cinco carretéis foi encontrado para ter sobrevivido em um arquivo russo e é mantido no arquivo de filmes da Biblioteca do Congresso, Estados Unidos.
Foi o primeiro filme de Lon Chaney após deixar a Universal.

## Elenco
- William S. Hart – Jefferson "Riddle" Gawne
- Katherine MacDonald – Kathleen Harkness
- Lon Chaney – Hame Bozzam
- Gretchen Lederer – Blanche Dillon
- Gertrude Short – Jane Gawne
- Edwin B. Tilton – Coronel Harkness
- Milton Ross – Reb Butler
- George Field – "Nigger" Paisley
- Leon De La Mothe – Jess Cass (como Leon Kent)